# Astolfo
Astolfo o Aistolfo (... - d.756) fue el duque de Friuli desde 744, rey de los lombardos desde 749 y duque de Spoleto desde 751. Su padre fue Pemmo de Friuli. Su reinado se caracterizó por sus despiadados y ambiciosos esfuerzos por conquistar el territorio romano, hasta el punto de que en el Liber Pontificalis se le describe como un lombardo «desvergonzado» dado al «salvajismo pernicioso» y a la crueldad.

## Biografía
Astolfo nació como hijo del duque Pemmo de Friuli y su esposa Ratperga.Cuando Pemmo capturó a Calixto, patriarca de Aquilea, hacia 731, cayó en desgracia y el rey Liutprando nombró  duque de Friuli en 737 a su sobrino Rachis, hermano mayor de Astolfo. Pemmo por su parte huyó con sus otros hijos, Ratchait y Astolfo, y sus seguidores hacia los eslavos hasta que Rachis pudo persuadir al rey para que le perdonara. Pemmo y sus hijos Ratchait y Astolfo fueron indultados, mientras que los demás responsables fueron encarcelados. 
Después de que su hermano Rachis subiera al trono como rey, Astolfo le sucedió en el ducado de Friuli. Le volvió a suceder como rey cuando Rachis abdicó para entrar en un monasterio. Astolfo continuó la política de expansión y de ataques contra el papado y el bizantino Exarcado de Rávena. En 751, se apoderó de Rávena y amenazó a Roma reclamando un impuesto. 
Los papas, muy alarmados, y sin esperanza de ayuda del Emperador bizantino, buscaron el apoyo de los mayordomos carolingios de Austrasia, los gobernantes efectivos del Reino Franco. En 741, el papa Gregorio III pidió a Carlos Martel que interviniera, pero este no aceptó. En 753, el papa Esteban II visitó al hijo de Carlos Martel Pipino el Breve, que había sido proclamado rey de los francos en 751 con el consentimiento del papa Zacarías. En gratitud por este consentimiento, Pipino cruzó los Alpes y derrotó a Astolfo, dando al papado los territorios que había conquistado del ducatus Romanus y del exarcado: Emilia-Romaña y Pentápolis. 
Astolfo murió en diciembre 756. Astolfo fue enterrado en la iglesia (fundada por él) de San Marino en Pavía. Le sucedió Desiderio en el trono de los lombardos y Alboín en el ducado de Spoleto. Había dado Friuli a su hermanastro Anselmo, abad de Nonantula, con cuya hermana Gisaltruda se había casado cuando comenzó a reinar en 749.